# Badminton-Junioreneuropameisterschaft 1989
Die Badminton-Junioreneuropameisterschaft 1989 fand vom 26. März bis zum 1. April 1989 im Armitage Centre in Manchester statt.

## Medaillengewinner
| Disziplin    | Gold | Silber | Bronze |
| ------------ | --- | --- | --- |
| Herreneinzel | Thomas Stuer-Lauridsen | Morten Hummelmose | Chris Bruil |
| Herreneinzel | Thomas Stuer-Lauridsen | Morten Hummelmose | Steffan Pandya |
| Dameneinzel  | Camilla Martin | Helene Kirkegaard | Elvira van Elven |
| Dameneinzel  | Camilla Martin | Helene Kirkegaard | Trine Johansson |
| Herrendoppel | Thomas Stuer-Lauridsen Christian Jakobsen | Anthony Bush Ashley Spencer | John Quinn Neil Cottrill |
| Herrendoppel | Thomas Stuer-Lauridsen Christian Jakobsen | Anthony Bush Ashley Spencer | Jeroen van Dijk Chris Bruil                                                                                                  |
| Damendoppel  | Marlene Thomsen Trine Johansson | Helene Kirkegaard Camilla Martin | Astrid Crabo Veronica Sandberg                                                                                               |
| Damendoppel  | Marlene Thomsen Trine Johansson | Helene Kirkegaard Camilla Martin | Kerstin Weinbörner Karen Stechmann                                                                                           |
| Mixed        | Christian Jakobsen Marlene Thomsen | William Mellersh Joanne Wright | Sergey Melnikov Aušrinė Gabrėnaitė                                                                                           |
| Mixed        | Christian Jakobsen Marlene Thomsen | William Mellersh Joanne Wright | Michael Helber Kerstin Weinbörner                                                                                            |
| Mannschaft   | Dänemark Thomas Stuer-Lauridsen Morten Hummelmose Christian Jakobsen Thomas Moestrup Morten Bundgaard Camilla Martin Helene Kirkegaard Trine Johansson Marlene Thomsen | England Steffan Pandya Anthony Bush Ashley Spencer John Quinn Neil Cottrill William Mellersh Julia Mann Tanya Groves Joanne Wright Kim Egerton | Schweden Rikard Magnusson Rikard Gruvberg Anders Hansson Astrid Crabo Veronica Sandberg Jeanette Ryrman Jessica Reinholdsson |

## Resultate

### Halbfinale
| Disziplin    | Sieger                                    | Finalist                           | Ergebnis          |
| ------------ | ----------------------------------------- | ---------------------------------- | ----------------- |
| Herreneinzel | Thomas Stuer-Lauridsen                    | Chris Bruil                        | 15–3, 15–11       |
| Herreneinzel | Morten Hummelmose                         | Stefan Pandya                      | 15–9, 15–3        |
| Dameneinzel  | Camilla Martin                            | Elvira van Elven                   | 11–0, 11–3        |
| Dameneinzel  | Helene Kirkegaard                         | Trine Johansson                    | 11–2, 11–2        |
| Herrendoppel | Christian Jakobsen Thomas Stuer-Lauridsen | John Quinn Neil Cottrill           | 15–5, 18–14       |
| Herrendoppel | Anthony Bush Ashley Spencer               | Chris Bruil Jeroen van Dijk        | 15–12, 4–15, 15–9 |
| Damendoppel  | Marlene Thomsen Trine Johansson           | Astrid Crabo Veronica Sandberg     | 15–6, 15–9        |
| Damendoppel  | Camilla Martin Helene Kirkegaard          | Karen Stechmann Kerstin Weinbörner | 15–8, 15–5        |
| Mixed        | William Mellersh Joanne Wright            | Sergey Melnikov Aušrinė Gabrėnaitė | 15–9, 15–13       |
| Mixed        | Christian Jakobsen Marlene Thomsen        | Michael Helber Kerstin Weinbörner  | 15–5, 15–7        |

### Finale
| Disziplin    | Sieger                                    | Finalist                         | Ergebnis          |
| ------------ | ----------------------------------------- | -------------------------------- | ----------------- |
| Herreneinzel | Thomas Stuer-Lauridsen                    | Morten Hummelmose                | 15–5, 15–1        |
| Dameneinzel  | Camilla Martin                            | Helene Kirkegaard                | 11–4, 11–4        |
| Herrendoppel | Christian Jakobsen Thomas Stuer-Lauridsen | Anthony Bush Ashley Spencer      | 15–6, 12–15, 15–9 |
| Damendoppel  | Marlene Thomsen Trine Johansson           | Camilla Martin Helene Kirkegaard | 15–5, 13–15, 15–5 |
| Mixed        | Christian Jakobsen Marlene Thomsen        | William Mellersh Joanne Wright   | 18–14, 15–2       |

## Mannschaften

### Endstand
- 1.  Dänemark
- 2.  England
- 3.  Schweden
- 4.  Niederlande
- 5.  Deutschland
- 6.  Schottland
- 7.  Sowjetunion
- 8.  Irland
- 9.  Polen
- 10.  Österreich
- 11.  Norwegen
- 12.  Wales
- 13.  Finnland
- 14.  Schweiz
- 15.  Island
- 16.  Frankreich
- 17.  Ungarn
- 18.  Belgien
- 19.  Portugal
- 20.  Spanien
- 21.  Italien
- 22.  Zypern